# .sx
.sx è il dominio di primo livello nazionale assegnato a Sint Maarten.
Il dominio è amministrato da SX Registry SA B.V., un'azienda privata interamente di proprietà della lussemburghese SX Registry SA.